# Lista de territórios do Império Britânico
Esta é uma lista de todos os territórios do Império Britânico, incluindo antigas colónias e territórios ultramarinos. O Império Britânico existiu de 1583 a 1997 e possui cerca de 80 colónias, sendo que 66 são, hoje em dia, independentes e 14 são territórios ultramarinos.

## Reino Unido e dependências da Coroa Britânica

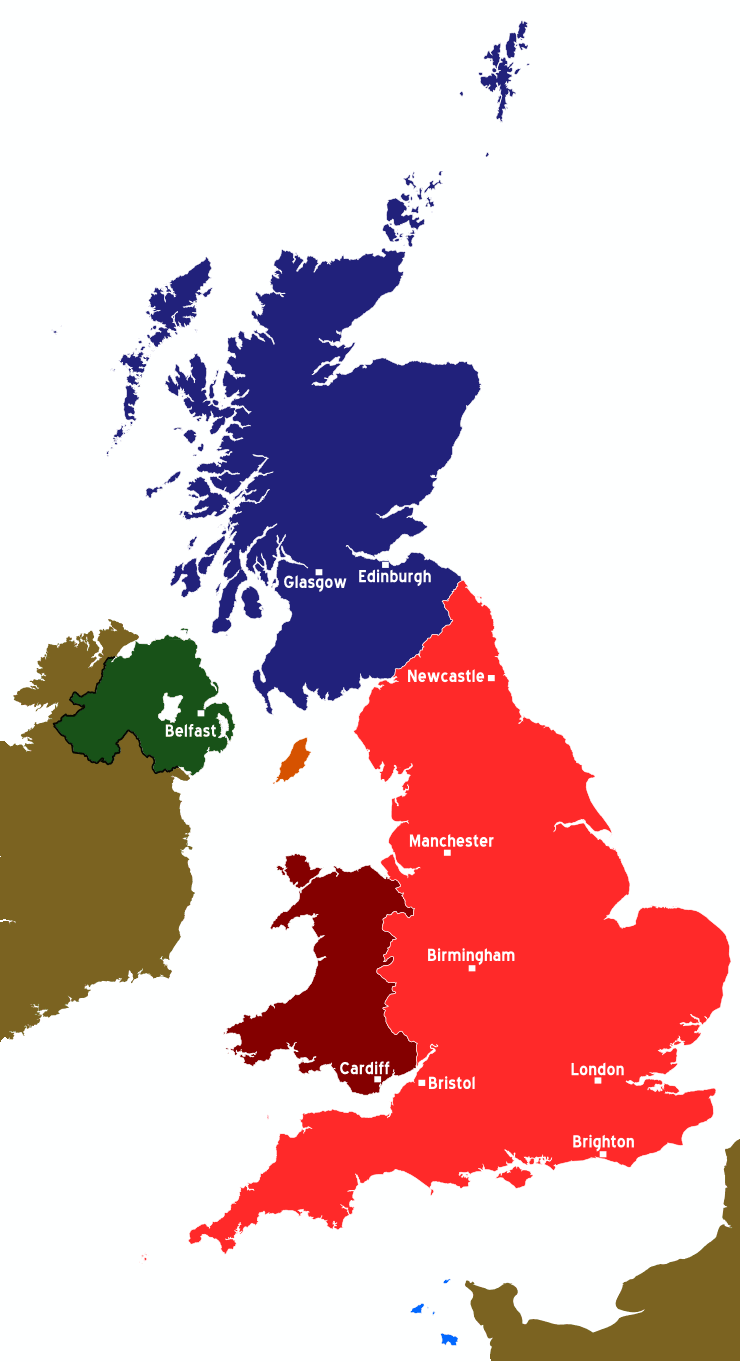
O Reino Unido, com a Escócia a azul, Inglaterra a vermelho claro, Irlanda do Norte a verde, País de Gales a vermelho escuro, Ilha de Man a laranja e Ilhas do Canal a azul claro.

### Países constituintes do Reino Unido
| País             | Ano de incorporação | Área (km2) | |
| ---------------- | ------------------- | ---------- | --- |
| Escócia          | 1707                | 78 313     | |
| Inglaterra       | 1066                | 130 395    | |
| Irlanda do Norte | 1169                | 13 843     | A Irlanda foi ocupada pelo Reino Unido em 1169, mas a Irlanda do Norte só começou a existir em 1921. |
| País de Gales    | 1066                | 20 754     | |

### Dependências da Coroa Britânica
| Território                          | Ano de incorporação | Área (km²) | |
| ----------------------------------- | ------------------- | ---------- | --- |
| Ilha de Man                         | 1707                | 572        | A Ilha de Man foi cedida pela Noruega à Escócia em 1266 e posteriormente para a Coroa Britânica em 1735.                          |
| Ilhas do Canal ( Guernsey e Jersey) | 1259                | 194        | A ilha de Jersey foi incorporada na Inglaterra em 1066 e as ilhas Guernsey em 1204, tendo passado para a Coroa Britânica em 1259. |

## Territórios ultramarinos

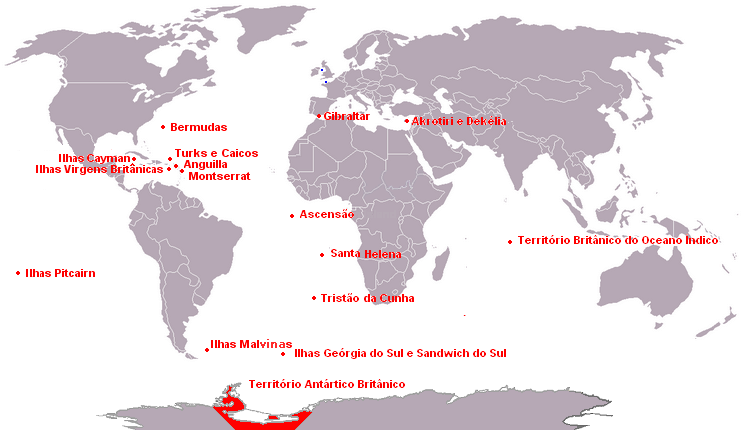
Os territórios ultramarinos do Reino Unido

| Território                                | Ano de ocupação | Área      | |
| ----------------------------------------- | --------------- | --------- | --- |
| Acrotíri e Deceleia                       | 1878            | 254       | Acrotíri e Deceleia fica localizada no Chipre, que foi colonizado em 1878. O território só começou a existir em 1960. |
| Anguilla                                  | 1650            | 91        | |
| Bermudas                                  | 1684            | 53        | |
| Gibraltar                                 | 1713            | 6,7       | |
| Ilhas Cayman                              | 1670            | 264       | |
| Ilhas Geórgia e Sandwich do Sul           | 1775            | 3903      | |
| Ilhas Malvinas (Falkland)                 | 1690            | 12 200    | |
| Ilhas Pitcairn                            | 1767            | 47        | A primeira ilha do arquipélago foi ocupada em 1767 e a última em 1824.                                                |
| Ilhas Turcas e Caicos                     | 1799            | 616       | |
| Ilhas Virgens Britânicas                  | 1672            | 153       | A primeira ilha do arquipélago foi ocupada em 1672 e a última em 1680.                                                |
| Montserrate                               | 1632            | 102       | |
| Santa Helena, Ascensão e Tristão da Cunha | 1659            | 407       | Santa Helena foi ocupada em 1659, Ascensão em 1815 e Tristão da Cunha em 1810.                                        |
| Território Antártico Britânico            | 1908            | 1 709 400 | 1908, foi o ano que o império reivindicou o território.                                                               |
| Território Britânico do Oceano Índico     | 1814            | 60        | |

## Antigas colónias
| Colónia                              | País atual                                                                                | Duração                                                        | Área (km2) | |
| ------------------------------------ | ----------------------------------------------------------------------------------------- | -------------------------------------------------------------- | ---------- | --- |
| Áden                                 | Iémen                                                                                     | 1886 - 1963                                                    | 332 970    | Quando se tornou independente, Áden mudou seu nome para Iémen do Sul, juntando-se com o Iémen do Norte em 1990 formando o Iémen.                                                                   |
| América do Norte Britânica           | Canadá                                                                                    | 1791 - 1867                                                    | 9 579 457  | A América do Norte Britânica, estava dividida em províncias que eram: Canadá (Superior e Inferior), Colúmbia Britânica, Noroeste, Nova Brunswick, Nova Escócia, Príncipe Eduardo e Rupert.         |
| Bahamas britânicas                   | Bahamas                                                                                   | 1647 - 1973                                                    | 13 878     | |
| Basutolândia                         | Lesoto                                                                                    | 1884 - 1966                                                    | 30 355     | |
| Bechuanalândia                       | Botswana                                                                                  | 1885 - 1966                                                    | 133 190    | |
| Birmânia Britânica                   | Myanmar                                                                                   | 1858 - 1948                                                    |            | A Birmânia Britânica estava sob domínio britânico desde 1858 mas a colónia só surgiu em 1937. |
| Camarões Britânicos                  | Parte dos Camarões e da Nigéria                                                           | 1919 - 1961                                                    | 61 941     | Os Camarões Britânicos eram divididos nos Camarões do Norte e Camarões do Sul. |
| Catar                                | Catar                                                                                     | 1916 - 1971                                                    | 11 437     | |

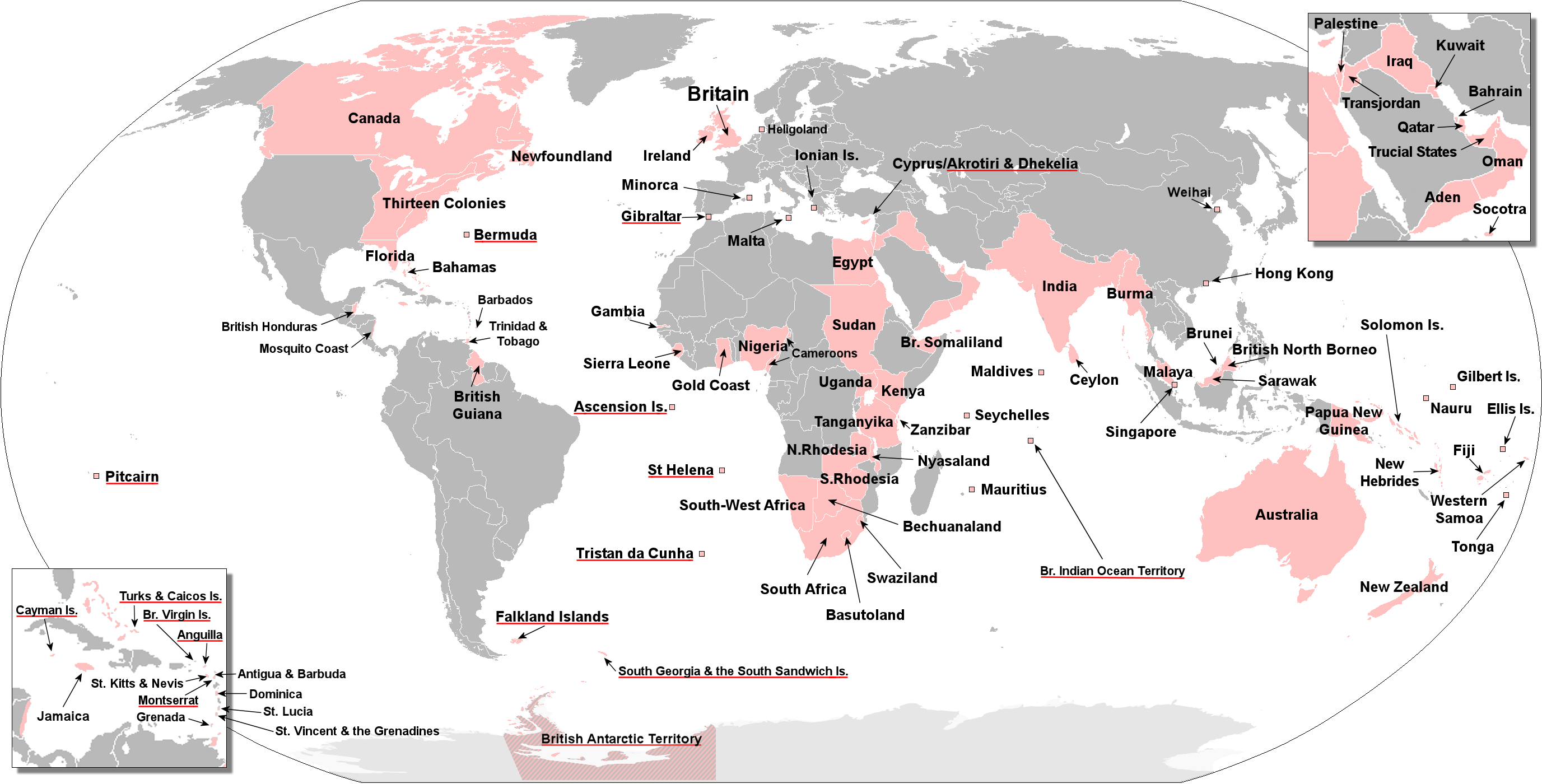
Colónias e territórios ultramarinos (sublinhados) que fizeram parte do Império Britânico.

| Ceilão                               | Sri Lanka e Maldivas                                                                      | 1815 - 1965                                                    | 65 908     | As Maldivas foram incorporadas em 1887 e obtiveram a independência em 1965. O Sri Lanka foi incorporado em 1815 e obteve a independência em 1948.                                                  |
| Chipre britânico                     | Chipre                                                                                    | 1878 - 1960                                                    | 9 251      | |
| Colônia de Fiji                      | Fiji                                                                                      | 1874 - 1970                                                    | 18 274     | |
| Colónia da Jamaica                   | Jamaica                                                                                   | 1655 - 1962                                                    | 12 114     | |
| Colónia de Malta                     | Malta                                                                                     | 1814 - 1964                                                    | 316        | |
| Colónia da Nigéria                   | Nigéria                                                                                   | 1884 - 1960                                                    | 876 953    | A colónia da Nigéria resultou da união da Nigéria do Sul e da Nigéria do Norte. |
| Colónia da Nova Zelândia             | Nova Zelândia                                                                             | 1787 - 1947                                                    | 268 680    | A Nova Zelândia, fazia parte de Nova Gales do sul, até 1841, quando se tornou uma colónia separada.                                                                                                |
| Colónia de Serra Leoa                | Serra Leoa                                                                                | 1808 - 1961                                                    | 81 999     | |
| Colônia de Singapura                 | Singapura                                                                                 | 1883 - 1963                                                    | 670        | A colónia de Singapura pertenceu à Malásia britânica até 1946, quando tornou-se uma colónia separada.                                                                                              |
| Costa do Ouro                        | Gana                                                                                      | 1821 - 1957                                                    | 238 533    | |
| Costa dos Mosquitos                  | Parte de Honduras e da Nicarágua                                                          | 1683 - 1860                                                    |            | |
| Estados Truciais                     | EAU                                                                                       | 1820 - 1971                                                    | 83 600     | Os Estados Truciais eram compostos por 8 xerifados, que incluem os atuais 7 emirados e a cidade de Quelba.                                                                                         |
| Estados Unidos das Ilhas Jônicas     | Ilhas Jónicas (Grécia)                                                                    | 1815 - 1864                                                    | 2 659      | |
| Federação da Austrália               | Austrália                                                                                 | 1788 - 1901                                                    | 7 692 024  | A federação da Austrália era composta por 6 colónias: Austrália Meridional, Austrália Ocidental, Nova Gales do Sul, Queensland, Tasmânia e Vitória.                                                |
| Flórida Ocidental e Flórida Oriental | Flórida e partes de Alabama, Luisiana e Mississippi (Estados Unidos)                      | 1763 - 1783                                                    |            | As Flóridas passaram para o Império Espanhol em 1783 até 1821 quando passaram para os EUA sendo um território, e entrou na união em 1845.                                                          |
| Guiana Britânica                     | Guiana                                                                                    | 1814 - 1966                                                    | 231 804    | |
| Heligolândia                         | Parte da Alemanha                                                                         | 1807 - 1890                                                    | 1,7 km²    | |
| Honduras Britânicas                  | Belize                                                                                    | 1862 - 1981                                                    | 22 966     | Em 1973, as Honduras Britânicas mudaram o seu nome para Belize. |
| Hong Kong britânico                  | Hong Kong                                                                                 | 1842 - 1997                                                    | 1 042      | |
| Ilhas de Barlavento Britânicas       | Barbados, Dominica, Granada, Santa Lúcia, São Vicente e Granadinas e Trinidad e Tobago    | 1833 - 1960                                                    | 2 100      | As Ilhas de Barlavento Britânicas e as Ilhas de Sotavento Britânicas, uniram-se, juntamente com outras colónias, na Federação das Índias Ocidentais Britânicas até 1962.                           |
| Ilhas de Sotavento Britânicas        | Anguilla, Antígua e Barbuda, Ilhas Virgens Britânicas, Montserrat e São Cristóvão e Nevis | 1671 - 1958                                                    | 1 047      | As Ilhas de Barlavento Britânicas e as Ilhas de Sotavento Britânicas, uniram-se, juntamente com outras colónias, na Federação das Índias Ocidentais Britânicas até 1962.                           |
| Ilhas Gilbert e Ellice               | Tuvalu e parte de Kiribati                                                                | 1892 - 1976                                                    | 102 564    | |
| Ilhas Salomão britânicas             | Ilhas Salomão                                                                             | 1893 - 1978                                                    | 28 400     | |
| Índia britânica                      | Índia, Bangladesh e Paquistão                                                             | 1859 - 1947                                                    | 4 321 528  | Birmânia e Áden fizeram parte da colónia até 1937, quando tornaram-se colónias separadas. |
| Malásia britânica e Bornéu britânico | Malásia e Brunei                                                                          | Bornéu Britânico (1841 - 1963) Malásia britânica (1826 - 1957) | 329 847    | Bornéu Britânico era dividida em 2 colónias: Sarawak (1841 - 1963) e Bornéu do Norte (1881 - 1963). Em 1963, o Bornéu Britânico uniu-se com a ex colónia da Malásia Britânica, formando a Malásia. |
| Mandato da Mesopotâmia               | Iraque                                                                                    | 1920 - 1932                                                    | 438 317    | |
| Mandato do Nauru                     | Nauru                                                                                     | 1919 - 1968                                                    | 21         | |
| Maurícia britânica                   | Maurícia, Seicheles e Território Britânico do Oceano Índico                               | 1810 - 1968                                                    | 2 103,17   | |
| Minorca britânica                    | Minorca (Espanha)                                                                         | 1713 - 1802                                                    | 695,7      | |
| Niassalândia                         | Malawi                                                                                    | 1907 - 1964                                                    | 102 564    | Entre 1953 e 1963, as Rodésias uniram-se com Niassalândia formando a Federação da Rodésia e Niassalândia.                                                                                          |
| Novas Hébridas                       | Vanuatu                                                                                   | 1906 - 1980                                                    | 12 189     | |
| Mandato da Palestina                 | Israel e Palestina                                                                        | 1920 - 1948                                                    | 26 790     | A partir de 1923, a Palestina e a Transjordânia uniram-se numa só colónia. |
| Papua e Nova Guiné                   | Papua-Nova Guiné                                                                          | Papua (1883 - 1949) Nova Guiné (1919 - 1949)                   | 462 - 840  | Papua e Nova Guiné uniram-se na Papua e Nova Guiné em 1949, sob administração australiana, tendo se tornado independente em 1975.                                                                  |
| Quênia britânico                     | Quénia                                                                                    | 1920 - 1967                                                    | 639 209    | |
| Reino da Irlanda                     | República da Irlanda                                                                      | 1169 - 1921                                                    | 84 421     | A irlanda uniu-se com o Reino Unido formando o Reino Unido da Grã-Bretanha e Irlanda. |
| Reino de Tonga                       | Tonga                                                                                     | 1900 - 1970                                                    | 747        | |
| Rodésia do Norte                     | Zâmbia                                                                                    | 1924 - 1964                                                    | 752 618    | Entre 1953 e 1963, as Rodésias uniram-se com Niassalândia formando a Federação da Rodésia e Niassalândia.                                                                                          |
| Rodésia do Sul                       | Zimbabwe                                                                                  | 1923 - 1980                                                    | 372 518    | Entre 1953 e 1963, as Rodésias uniram-se com Niassalândia formando a Federação da Rodésia e Niassalândia.                                                                                          |
| samoa ocidental britânica            | Samoa                                                                                     | 1920 - 1962                                                    | 2 831      | |
|                                      | Gâmbia                                                                                    | 1821 - 1965                                                    | 11 295     | |
| Somalilândia Britânica               | Somália                                                                                   | 1884 - 1960                                                    | 155 399    | Em 1960 a Somalilândia britânica uniu-se à Somália Italiana formando a Somália. |
| Suazilândia                          | Suazilândia/ESwatini                                                                      | 1906 - 1968                                                    | 17 364     | |
| Sudão Anglo-Egípcio                  | Sudão, Sudão do Sul e parte da Líbia                                                      | 1899 - 1956                                                    | 2 505 800  | O Sudão Anglo-Egípcio era administrado pelo Império Britânico e pelo Egito. |
| Sultanato do Egito                   | Egito e parte da Líbia                                                                    | 1899 - 1956                                                    | 912 600    | O Egito tinha uma administração conjunta, com o Reino Unido, do Sudão, o que faz com que sua área possa ser considerada de 3 418 400 km2.                                                          |
| Tanganica                            | Tanzânia                                                                                  | 1916 - 1961                                                    | 942 625    | Em 1964, a Tanganica uniu-se com Zanzibar, formando a Tanzânia. |
| Terra Nova                           | Terra Nova e Labrador (Canadá)                                                            | 1583 - 1949                                                    | 405 212    | Depois da independência, Terra Nova foi cedida ao Canadá |
| Transjordânia                        | Jordânia                                                                                  | 1921 - 1946                                                    |            | A partir de 1923, a Transjordânia e a Palestina uniram-se numa só colónia. |
| Treze Colônias                       | Parte dos Estados Unidos                                                                  | 1607 - 1776                                                    |            | As treze colónias eram: Carolina (do Norte/do Sul), Connecticut, Delaware, Geórgia, Maryland, Massachusetts, Nova Hampshire, Nova Iorque, Nova Jérsei, Pensilvânia, Rhode Island e Virgínia.       |
| Uganda                               | Uganda                                                                                    | 1894 - 1962                                                    | 208 309    | |
| União Sul-Africana                   | África do Sul e Namíbia                                                                   | 19101961                                                       | 2 045 320  | A União Sul-Africana consistia em 4 colónias: Rio Orange, Natal, Cabo e Transvaal, e no Sudoeste Africano.                                                                                         |
| Xerifado do Kuwait                   | Kuwait                                                                                    | 1752 - 1961                                                    | 17 818     | O xerifado tornou-se um protetorado britânico em 1899. |
| Weihaiwei                            | Weihai (China)                                                                            | 1898 - 1930                                                    | 5 436      | A cidade foi cedida à China em 1930. |
| Zanzibar                             | Zanzibar                                                                                  | 1890 - 1963                                                    | 2 462      | em 1964, Zanzibar uniu-se com a Tanganica formando a Tanzânia. |